# 帕普灣
帕普灣（英語：Pup Cove），是南極洲的海灣，位於南奧克尼群島的西格尼島，處於博爾赫灣，由英國南極名稱諮詢委員命名，現時由南極條約體系管理。